# Sursum corda

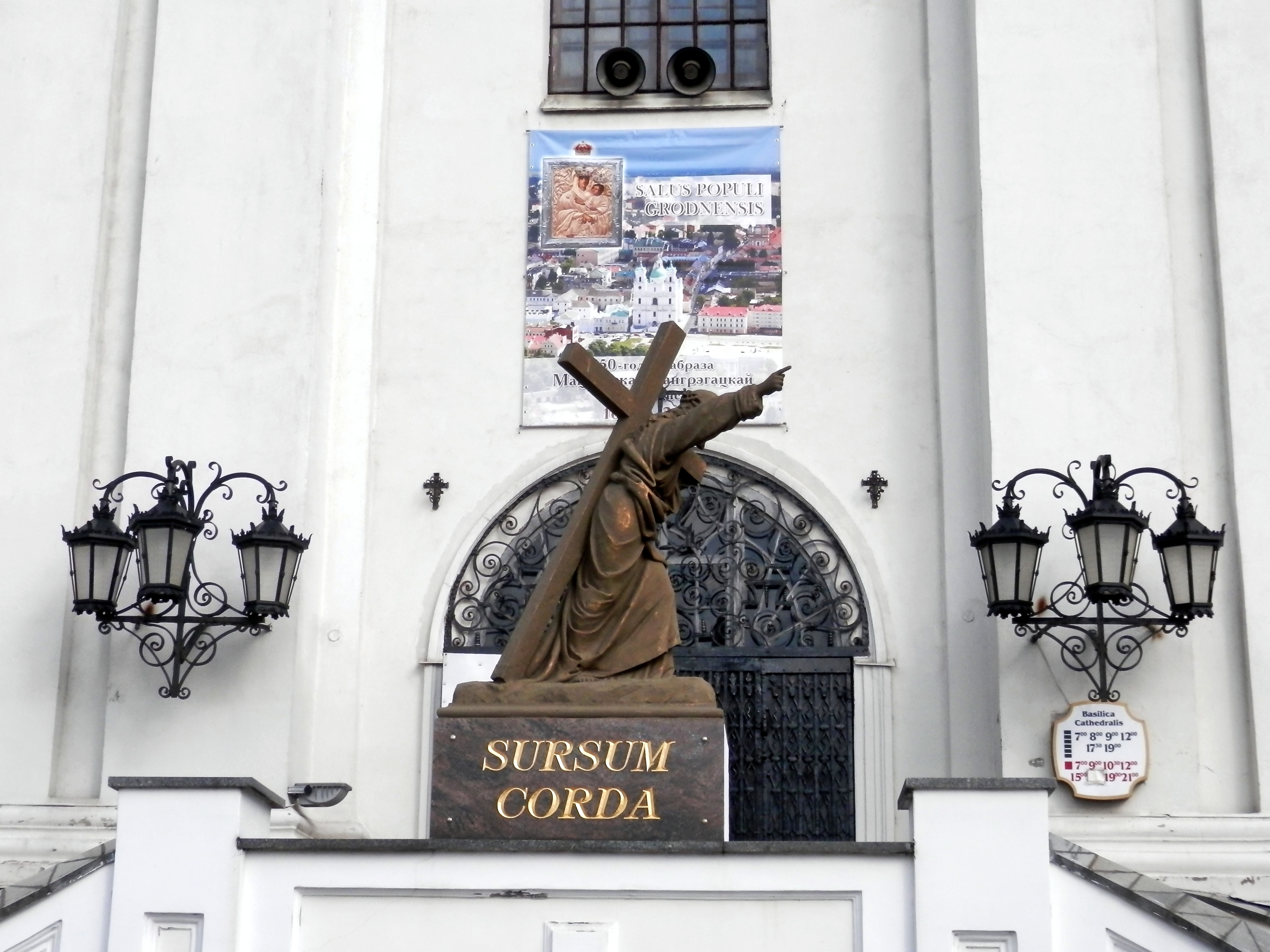
A la entrada de la catedral de Grodno (Bielorrusia): estatua que representa a Jesús de Nazaret llevando su cruz con la inscripción sursum corda en el pedestal.

Sursum corda (en latín, «arriba los corazones») es una expresión del prefacio de la misa cristiana según todas las liturgias antiguas de Oriente y Occidente, remontándose a los primeros testimonios históricos. Por ese motivo, también forma parte del rito romano. En la versión actual de la misa en español se ha traducido como «Levantemos el corazón». Cuando el sacerdote dice estas palabras los fieles responden: «Lo tenemos levantado hacia el Señor».

## Definición
Derivada de la expresión «Sursum corda», se creó la palabra sursuncorda, que alude a un personaje anónimo de mucha importancia, en quien se delega todo lo que uno no quiere hacer ("¡Que lo haga el sursuncorda!") o a quien no se está dispuesto a obedecer por mucha que sea su autoridad ("¡No voy allí aunque lo mande el sursuncorda!")».